# Kampf

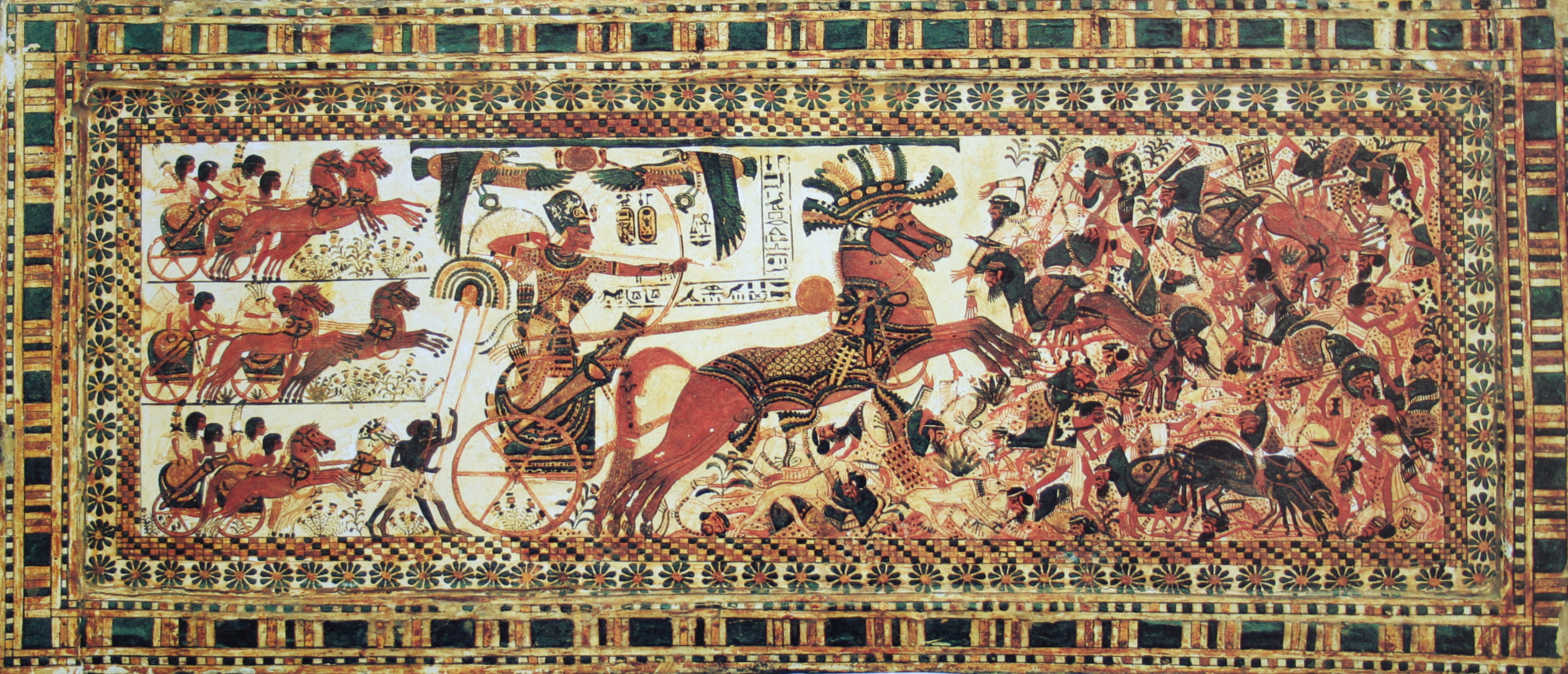
Tutanchamun im Kampf gegen die Asiaten - Truhe aus dem Tal der Könige, gemalt um 1355 v. Chr.

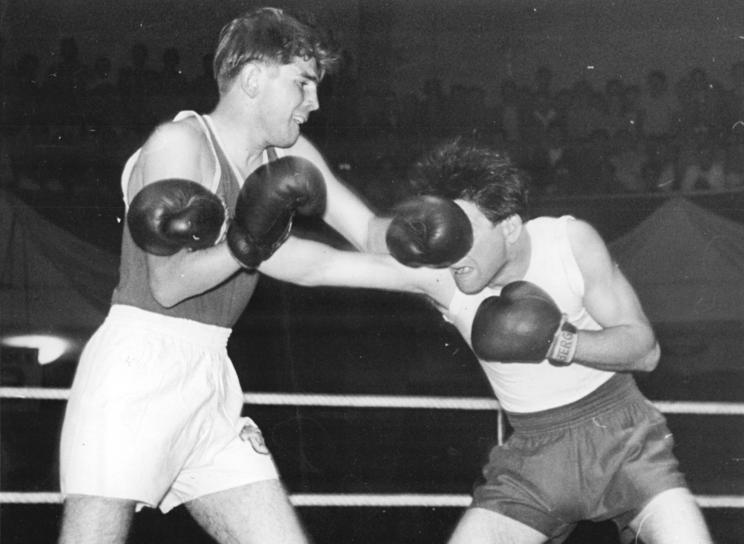
Ein sportlicher Boxkampf, 1954

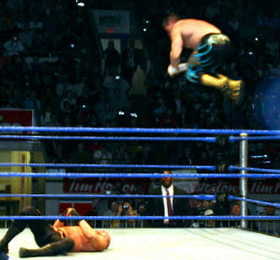
Wrestling, ein gestellter Kampf (Schaukampf)

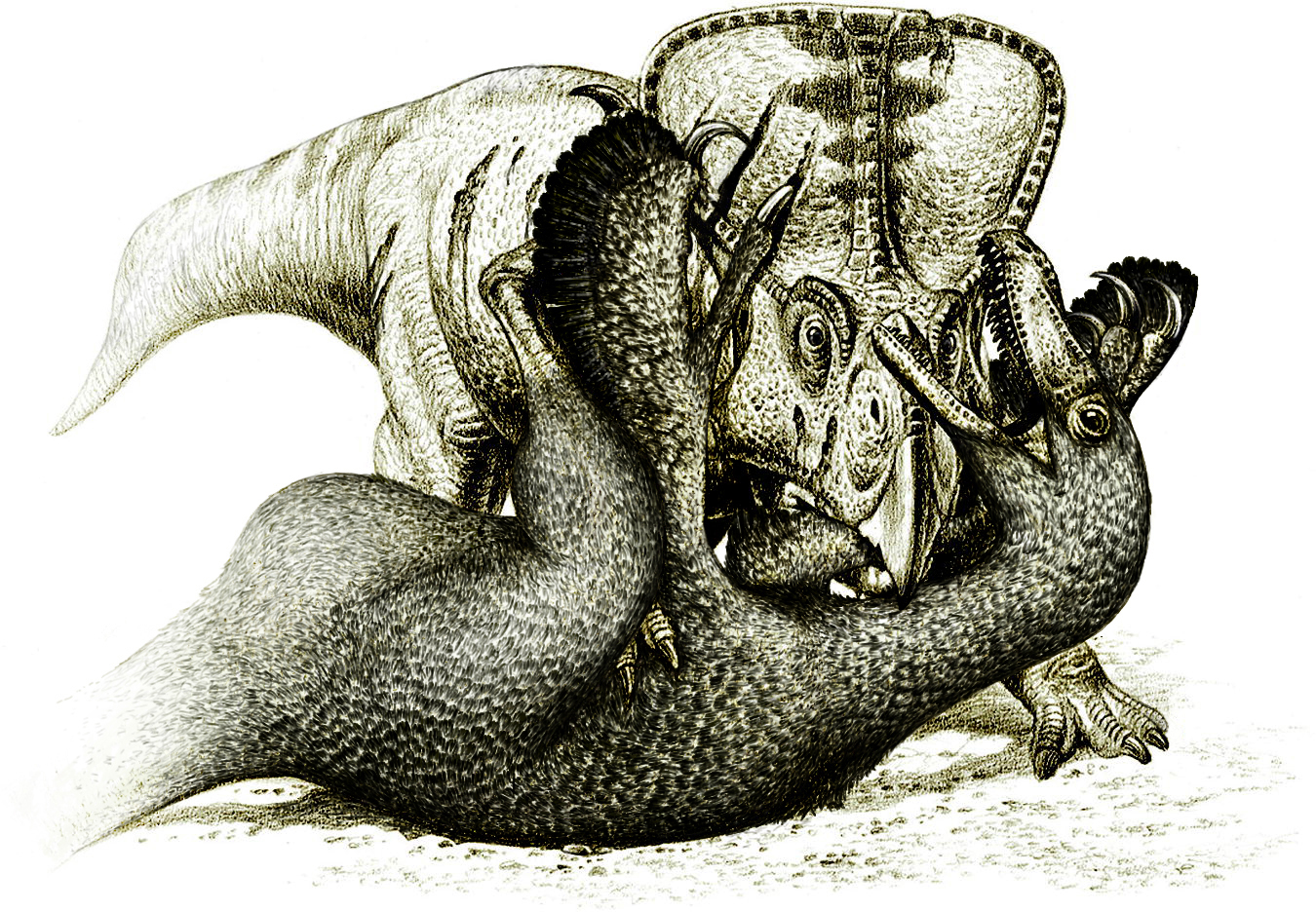
Kampf zwischen Dinosauriern

Als Kampf (althochdeutsch kampl "Zank", Kamp entlehnt an lateinisch campus „Feld“) wird eine Auseinandersetzung zweier oder mehrerer rivalisierender Parteien bezeichnet, deren Ziel es ist, einen Vorteil zu erreichen oder für das Gegenüber einen Nachteil herbeizuführen. Die angreifende Seite wird in der Regel als Aggressor bezeichnet. Ein Kampf kann u. a. mittels gewaltsamer Handlungen, in Form von ausgetragenen Kontroversen, als wirtschaftliche Konkurrenz, als sportlicher Wettbewerb oder in virtueller Form in Computerspielen geführt werden. Oft hilft eine Strategie dabei, einen Vorteil zu gewinnen.
Mit Kampf kann auch eine große Anstrengung gemeint sein, mit dem Ziel, sich selbst zu beherrschen, Widrigkeiten zu überwinden oder in einer Situation zu bestehen (zum Beispiel „gegen den Wind ankämpfen“, „gegen den inneren Schweinehund kämpfen“, „um Anerkennung kämpfen“).

## Ernst oder Spiel
Eine grundsätzliche Unterscheidung wird zwischen kriegerischen und sportlichen Auseinandersetzungen getroffen, also zwischen Kämpfen in gewalttätig-zerstörerischer oder symbolhaft-spielerischer bzw. produktiver Konkurrenz. In der gewaltsamen Konkurrenz stehen sich die Gegner als Feinde gegenüber. Dabei kann ein Kampf unter diesen Umständen auch tödlich ein. Ob symbolische Kampfhandlungen Gewaltvorbereitung oder Gewaltverzicht bedeuten, wird seit der Antike diskutiert. Nach moderner westlicher Auffassung soll der symbolische oder sportliche Kampf auch einen Sinn für Fairness schaffen, der in einer ernsten Auseinandersetzung erhalten bliebe. Die Grenze zwischen sportlicher und ernster Auseinandersetzung verschwimmt etwa bei wirtschaftlicher Konkurrenz oder der Konkurrenz zwischen Rivalen in einer Partnerschaft.
Spielerische Kämpfe sind auch in der Tierwelt zu beobachten. Der anatomisch moderne Mensch (Homo sapiens) hat eine große Vielfalt sportlichen Wettbewerbs geschaffen, um sich im Rahmen von Regeln, auf die man sich geeinigt hat, friedlich messen zu können oder sich zu unterhalten. Bei Wettbewerben kann man Anerkennung oder Preise, manchmal auch Hohn oder Mitleid erlangen. Das Risiko, zu verlieren, kann die Motivation verstärken statt verringern.
Eine spezielle Bedeutung und Interpretation bekommt der Begriff Daseinskampf. Wenn das Kämpfen zu einer ideologischen Forderung wird, kann ein „Recht des Stärkeren“ - eine Art Faustrecht - dabei herauskommen, zum Beispiel im sogenannten Sozialdarwinismus.

## Geschichte
Seitdem es Lebewesen gibt, die weit genug entwickelt sind, anderen vorsätzlich zu schaden, gibt es Kämpfe. Kämpfe um Ressourcen, Vermehrungspartner, Territorien usw. sind ein wesentlicher Bestandteil der Evolution. Dabei entwickelten sich unter höher entwickelten Tieren (z. B. Primaten) aber auch immer ausgefeiltere Methoden zur Vermeidung oder friedlichen Beilegung von Aggressionen (vgl. Sozialverhalten), wie z. B. nicht-tödliche Kämpfe um den Rang, Unterwerfungsgesten, Zuneigungsbekundungen und dergleichen.
Der Mensch hat durch seine Intelligenz weitergehende Taktiken und Strategien zum Führen von Kämpfen entwickelt, indem er organisiert handelte und einen immer größeren Aufwand zum Erreichen eines Vorteils einsetzte. Um Menschen zu motivieren, bei Auseinandersetzungen mitzuwirken, wurden immer ausgefeiltere Propaganda-Techniken entwickelt, die sich Ideologien und Emotionalisierungen wie etwa Feindbilder oder religiöse Begründungen zu Nutze machen. Die Waffentechnik wurde immer weiter entwickelt und ausgefeilt, ebenso psychologische Methoden zur Demotivation des Gegners.
Der Mensch entwickelte auch zivilisiertere Lösungen von (potenziellen) Konflikten, wie z. B. die Nutzung von Gerichten, Märkten und anderen Einrichtungen oder Politik und Diplomatie. Große Armeen und Waffenarsenale dienen angeblich eher der Vermeidung von Kriegen (z. B. durch ein Machtvakuum) als ihrer Führung. Einen vergleichbaren Sinn kann eine starke Polizei haben. Eine Eskalation von zunächst zivilisiertem zu gewaltsamem Streit ist und war trotzdem immer möglich.
Die christliche Weltordnung des europäischen Mittelalters mit ihrer Utopie eines Gewaltverzichts  auf der einen Seite und einer gewissen Toleranz für Regelbrüche auf der anderen Seite (Vergebung von Sünden) hat zum heutigen Gewaltmonopol des Staates geführt. Es soll die Selbstjustiz verhindern und jedem Kampf Spielregeln oder ein Verfahren zu Grunde legen. Diese Entwicklung seit dem 13./14. Jahrhundert hat der Soziologe Norbert Elias in seinem Hauptwerk Über den Prozeß der Zivilisation untersucht. Er fragte sich, wie der Zweikampf der mittelalterlichen Raubritter zum klar geregelten aristokratischen Duell werden konnte, als der Adel nicht mehr verstreut lebte, sondern mehr und mehr zu großen Höfen zusammengezogen wurde. Davon ausgehend versuchte Elias zu verstehen, warum Verkehrsregeln in den Großstädten des 20. Jahrhunderts funktionierten, ohne zu ständigen Auseinandersetzungen zwischen den Beteiligten zu führen.
Seit dem 18. Jahrhundert (in Großbritannien seit der Glorious Revolution, in Kontinentaleuropa im Wesentlichen erst nach der Französischen Revolution) entwickelte sich in der westlichen Welt allmählich der neuzeitliche Sport und in Japan ebenfalls seit dem 18. Jahrhundert die modernen Kampfsportarten wie Kendō, also friedliche Formen des Kämpfens.
Mit der amerikanischen Revolution von 1776 begann die Begründung von Gesellschaftssystemen, die vor allem nach innen mit demokratischen Mitteln Interessenausgleich herbeiführen. Diese Revolution sowie spätere Revolutionen in Europa lösten aber nicht nachhaltig alle sozialen Konflikte, was zu teilweise kämpferisch orientierten sozialen Bewegungen geführt hat, die heute noch in Form der modernen institutionalisierten Gewerkschaften das Recht haben, v. a. Arbeitskämpfe zu organisieren, um die Interessen ihrer Mitglieder bei deren Arbeitgebern durchzusetzen. In aller Regel verlaufen heutzutage solche Kämpfe gewaltfrei, aber mit Arbeitsniederlegung und Aussperrung schaden sich die Kampfgegner gegenseitig materiell. In den USA und Südafrika haben soziale Bewegungen sogar erst für Gleichstellung der Menschen unterschiedlicher Hautfarbe sorgen müssen. Diese modernen Bewegungen sind in ihren Anfängen oft eine Zeit lang geteilt in einen Gewaltfreiheit oder maximal zivilen Ungehorsam übenden Teil und einen mindestens rhetorisch gewaltbereiten Teil.
In der zweiten Hälfte des 19. Jahrhunderts gelang teilweise die Verhinderung kriegerischer Auseinandersetzungen in und zwischen den meisten europäischen Staaten auch durch die Vorstellung einer äußeren Bedrohung (Nationalismus). Gleichzeitig stieg die Gewaltbereitschaft gegen Minderheiten im Innern und gegen andere Nationen durch Propaganda, soziale Umwälzungen (Industrialisierung), simplifizierende darwinistische Überzeugungen, einer empfundenen Bedrohung der „alten Ordnung“ durch Forderungen nach Beseitigung von Missständen und andere Faktoren. Insbesondere nationalistische Vorstellungen mündeten in den Ersten Weltkrieg, soziale Missstände zur Oktoberrevolution und simplifizierende rassistische Feindbilder zu Zweitem Weltkrieg und Holocaust.
Einen Höhepunkt erreichte die kriegerische Geschichte der Menschheit im Zweiten Weltkrieg, der wohl über 50 Millionen Todesopfer forderte.